# Nâves (domaine nordique)
Pour le village, voir Nâves.
Le domaine nordique de Nâves est un domaine de ski nordique situé dans le village de Nâves, sur la commune de La Léchère en Savoie. Le domaine fait partie de la station de Valmorel.

## Géographie

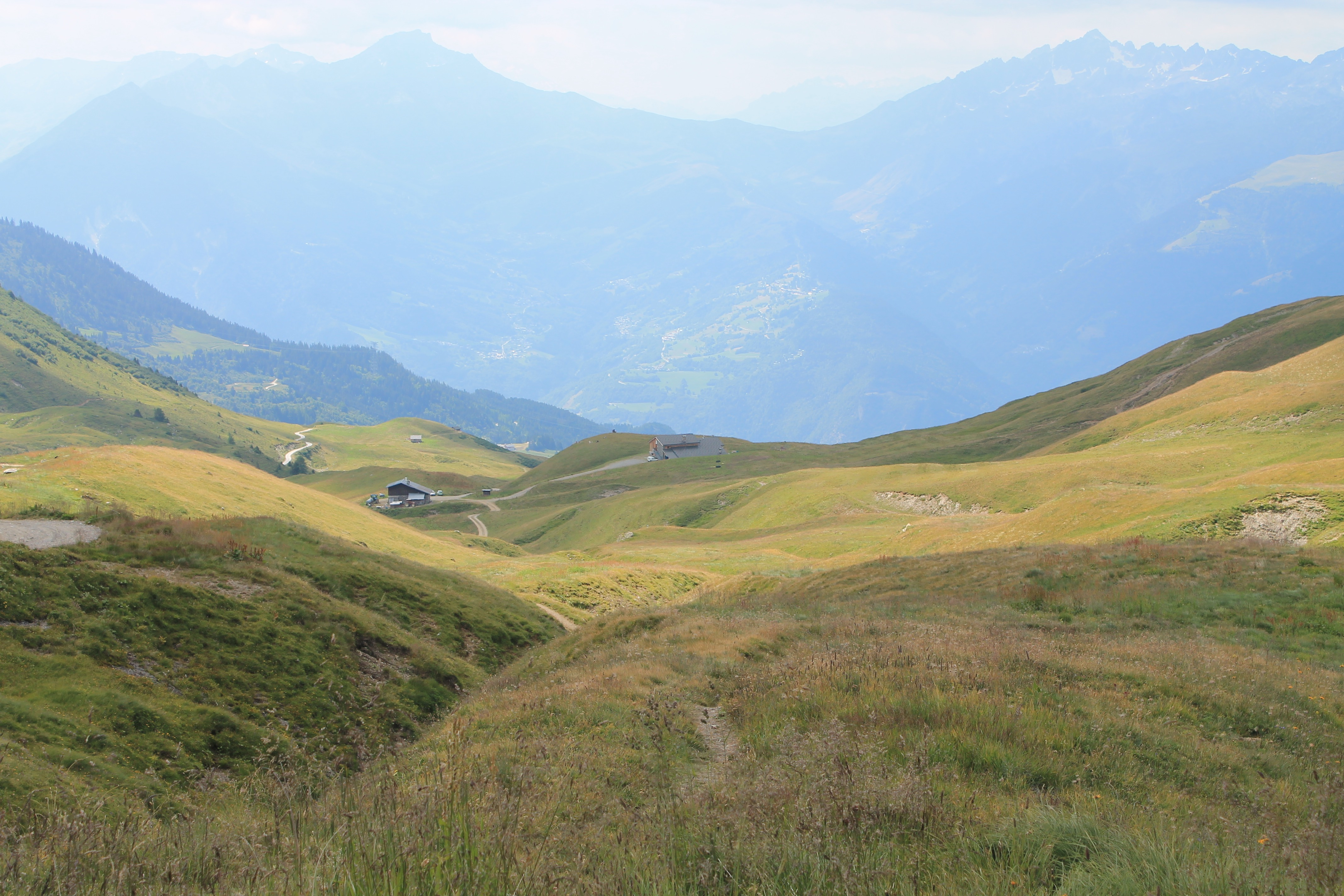
Le refuge du Nant du Beurre et le haut du plateau de Nâves depuis le col des Tuffs, en été.

Le domaine nordique est situé en Tarentaise, dans le massif du Beaufortain. Le domaine s'étale sur le plateau de Nâves, surplombé par le Quermoz (2 297 m).

## Description

### Hiver
Le domaine nordique se situe entre 1 320 et 2 085 mètres d'altitude. Il comprend la piste la plus haute de Savoie.
Il comprend 8 pistes accessibles en prenant une navette depuis la station et une piste gratuite près du village soit 42 kilomètres de pistes.
La station a accueilli les compétitions de ski de fond de coupe de France pour la première fois en 2018.
Des pistes de raquettes sont également aménagées et forment 27 kilomètres de sentier menant jusqu'au refuge du Nant du Beurre à 2 080 mètres d'altitude. Le ski de randonnée et la luge sont également pratiqués.

### Été
Sur le domaine se trouvent 10 parcours de VTT rando, un de VTT enduro et un de VTT électrique, compris dans les 365 kilomètres d'itinéraires balisés de la vallée d'Aigueblanche. La station est également traversée par une variante du Tour du Beaufortain, entre le col de la Louze et le cormet d'Arêches. Enfin, la station comprend un site de parapente et une falaise d'escalade.